# Ladner
Ladner är en ort i Kanada.   Den ligger i provinsen British Columbia, i den södra delen av landet, 3 500 km väster om huvudstaden Ottawa. Ladner ligger 1 meter över havet och antalet invånare är 200 000. Den ligger vid sjön Crescent Slough.
Terrängen runt Ladner är mycket platt. Runt Ladner är det tätbefolkat, med 442 invånare per kvadratkilometer.. Närmaste större samhälle är Vancouver, 18,0 km norr om Ladner.
Trakten runt Ladner består till största delen av jordbruksmark.